# Bilia, Corse-du-Sud
Bilia är en kommun i departementet Corse-du-Sud på ön Korsika i Frankrike. Kommunen ligger  i kantonen Sartène som tillhör arrondissementet Sartène. År 2022 hade Bilia 53 invånare.

## Befolkningsutveckling
Antalet invånare i kommunen Bilia
Referens:INSEE